# スロバキアの首相

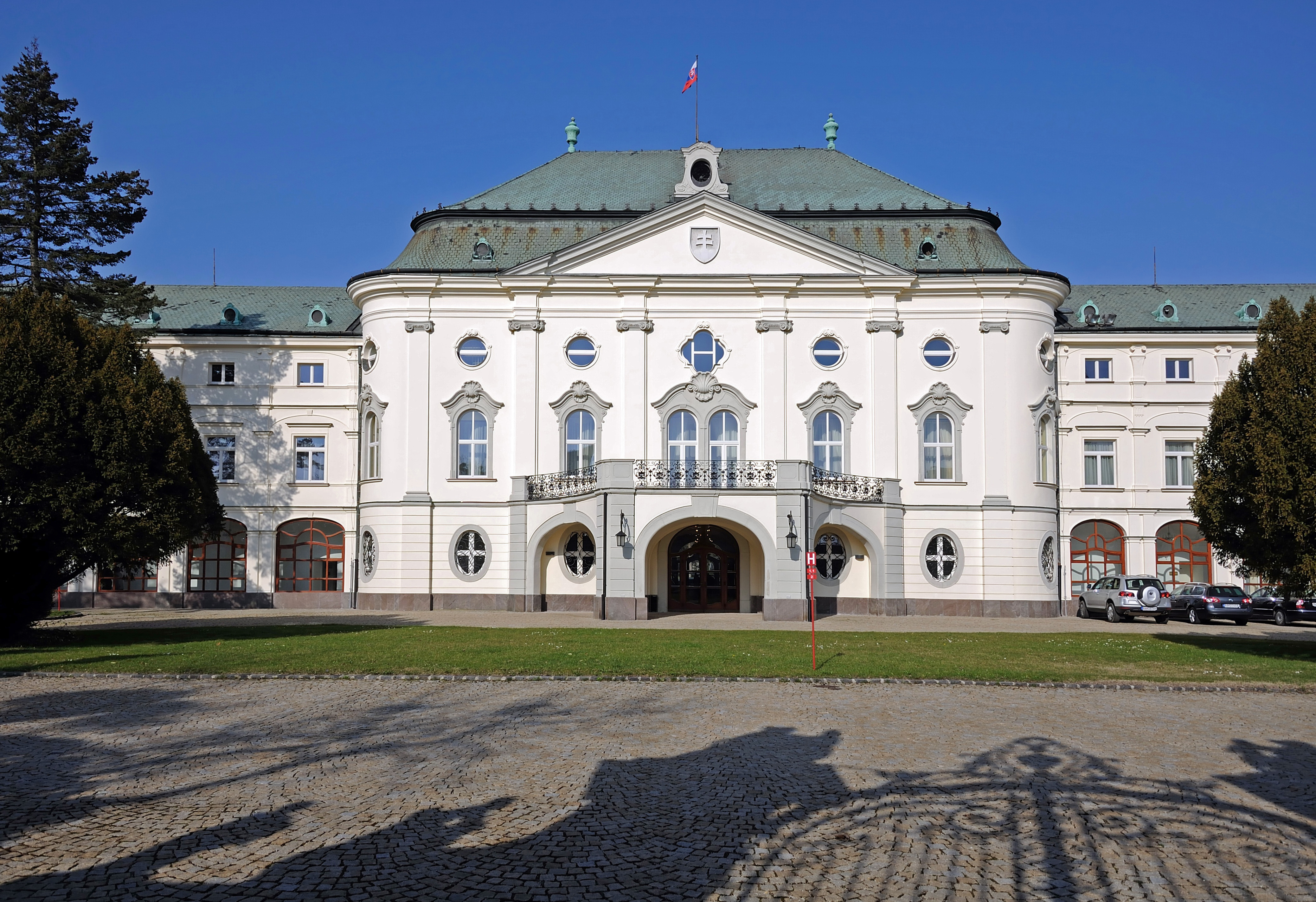
首相官邸

スロバキア共和国首相（スロバキア語: Predseda vlády Slovenskej republiky、英語: Prime Minister of Slovakia、すろばきあきょうわこくしゅしょう）は、スロバキア共和国における行政府の長（首相）。
大統領、国民議会議長に次ぐ役職である。1993年の独立以来、11人の首相が誕生している。このポストは名称変更を経て、スロバキア社会主義共和国時代（1969年-1990年）から存続している。

## 概要
首相は国民議会に対し、内政の責任を負う。就任し続けるには議会の支持を受け、維持しなければならない規定がある。首相は大統領に閣僚の任命について、助言する。選出条件としてスロバキア国民であると共に国民議会議員であれば、就任できる。

## 歴代首相一覧

### スロバキア社会主義共和国（1969年-1990年）
| 代 | 画像 | 氏名                     | 就任日         | 退任日         | 政党             |
| -- | ---- | ------------------------ | -------------- | -------------- | ---------------- |
| 1  |      | ステファン・サドブスキー | 1969年1月1日   | 1969年5月5日   | スロバキア共産党 |
| 2  |      | ピーター・コロトカ       | 1969年5月5日   | 1988年10月13日 | スロバキア共産党 |
| 3  |      | イヴァン・ノテック       | 1988年10月13日 | 1989年6月23日  | スロバキア共産党 |
| 4  |      | パペル・フリヴナーク     | 1989年6月23日  | 1989年12月8日  | スロバキア共産党 |
| 5  |      | ミラン・チチュ           | 1989年12月8日  | 1990年6月27日  | スロバキア共産党 |

### スロバキア共和国（1990年-1992年）
| 代 | 画像 | 氏名                     | 就任日        | 退任日         | 政党                       |
| -- | ---- | ------------------------ | ------------- | -------------- | -------------------------- |
| 1  |      | ヴラジミール・メチアル   | 1990年6月27日 | 1991年5月6日   | 暴力に反対する公衆         |
| 2  |      | ヤン・チャルノグルスキー | 1991年5月6日  | 1992年6月24日  | キリスト教民主運動         |
| 3  |      | ヴラジミール・メチアル   | 1992年6月24日 | 1992年12月31日 | 人民党・民主スロバキア運動 |

### スロバキア共和国（1993年-現在）
| 代 | 画像 | 氏名                     | 就任日         | 退任日         | 政党                                 | 元首（大統領）                                                                           |
| -- | ---- | ------------------------ | -------------- | -------------- | ------------------------------------ | ---------------------------------------------------------------------------------------- |
| 1  |      | ヴラジミール・メチアル   | 1993年1月1日   | 1994年3月15日  | 人民党・民主スロバキア運動           | ミハル・コヴァーチ                                                                       |
| 2  |      | ヨゼフ・モラウチーク     | 1994年3月15日  | 1994年12月13日 | スロバキア民主同盟                   | ミハル・コヴァーチ                                                                       |
| 3  |      | ウラジミール・メチアル   | 1994年12月13日 | 1998年10月30日 | 人民党・民主スロバキア運動           | ミハル・コヴァーチ ウラジミール・メチアル（代行） イヴァン・ガシュパロヴィッチ（代行）   |
| 4  |      | ミクラーシュ・ズリンダ   | 1998年10月30日 | 2006年7月4日   | スロバキア民主キリスト教連合・民主党 | ミクラーシュ・ズリンダ（代行） ルドルフ・シュステル（代行） イヴァン・ガシュパロヴィッチ |
| 5  |      | ロベルト・フィツォ       | 2006年7月4日   | 2010年7月8日   | 方向・社会民主主義                   | イヴァン・ガシュパロヴィッチ                                                             |
| 6  |      | イヴェタ・ラジチョヴァー | 2010年7月8日   | 2012年4月4日   | スロバキア民主キリスト教連合・民主党 | イヴァン・ガシュパロヴィッチ                                                             |
| 7  |      | ロベルト・フィツォ       | 2012年4月4日   | 2018年3月22日  | 方向・社会民主主義                   | アンドレイ・キスカ                                                                       |
| 8  |      | ペテル・ペレグリニ       | 2018年3月22日  | 2020年3月21日  | 方向・社会民主主義                   | ズザナ・チャプトヴァー                                                                   |
| 9  |      | イゴール・マトビッチ     | 2020年3月21日  | 2021年4月1日   | 普通の人々                           | ズザナ・チャプトヴァー                                                                   |
| 10 |      | エドゥアルド・ヘゲル     | 2021年4月1日   | 2023年5月15日  | 普通の人々                           | ズザナ・チャプトヴァー                                                                   |
| 11 |      | イドヴィート・オードル   | 2023年5月15日  | 2023年10月25日 | 無所属                               | ズザナ・チャプトヴァー                                                                   |
| 12 |      | ロベルト・フィツォ       | 2023年10月25日 | （現職）       | 方向・社会民主主義                   | ズザナ・チャプトヴァー                                                                   |